# Île Demers
Île Demers är en ö i Kanada.   Den ligger i provinsen Québec, i den sydöstra delen av landet, 190 km öster om huvudstaden Ottawa. Île Demers ligger i sjön Bassin de Chambly.
Omgivningarna runt Île Demers är en mosaik av jordbruksmark och naturlig växtlighet. Runt Île Demers är det ganska tätbefolkat, med 207 invånare per kvadratkilometer.